# جاكوب كيلاند (شخصية أعمال)
جاكوب كيلاند (بالنرويجية البوكمول: Jacob Kielland)‏ هو شخصية أعمال نرويجي، ولد في 14 ديسمبر 1788، وتوفي في 6 أغسطس 1863.